# Komenda Rejonu Uzupełnień Wołkowysk

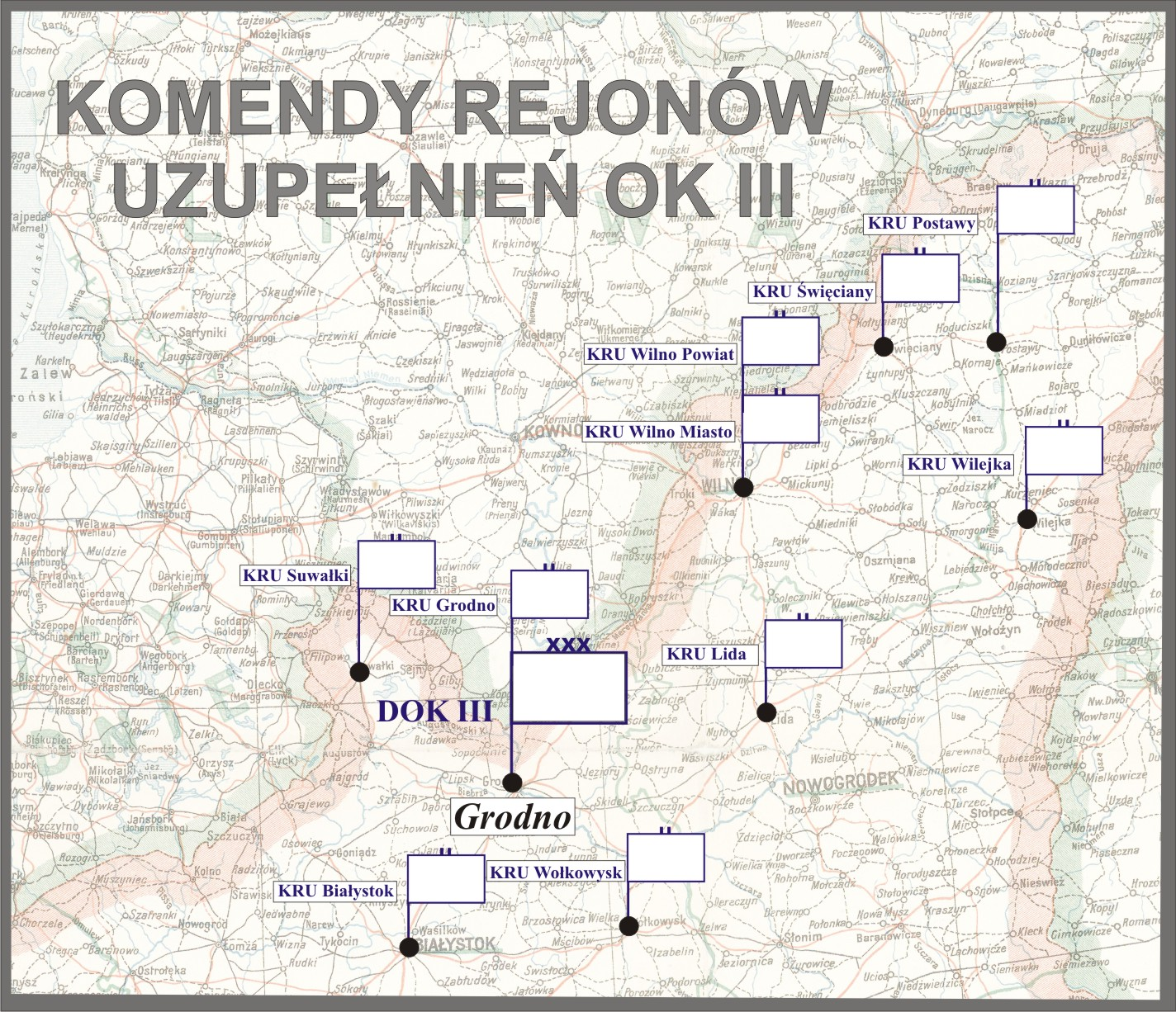
Komendy rejonów uzupełnień DOK III

Komenda Rejonu Uzupełnień Wołkowysk (KRU Wołkowysk) – organ wojskowy właściwy w sprawach uzupełnień Sił Zbrojnych II Rzeczypospolitej i administracji rezerw w powierzonym mu rejonie.

## Historia komendy
Z dniem 1 października 1927 roku na obszarze Okręgu Korpusu Nr III została utworzona Powiatowa komenda Uzupełnień Wołkowysk administrująca powiatem wołkowyskim województwa białostockiego, który został wyłączony z PKU Grodno.
W marcu 1930 roku PKU Wołkowysk była nadal podporządkowana Dowództwu Okręgu Korpusu Nr III w Grodnie i administrowała powiatem wołkowyskim. W grudniu tego roku komenda posiadała skład osobowy typ IV.
31 lipca 1931 roku gen. dyw. Kazimierz Fabrycy, w zastępstwie ministra spraw wojskowych, rozkazem B. Og. Org. 4031 Org. wprowadził zmiany w organizacji służby poborowej na stopie pokojowej. Zmiany te polegały między innymi na zamianie stanowisk oficerów administracji w PKU na stanowiska oficerów broni (piechoty) oraz zmniejszeniu składu osobowego PKU typ I–IV o jednego oficera i zwiększeniu o jednego urzędnika II kategorii. Liczba szeregowych zawodowych i niezawodowych oraz urzędników III kategorii i niższych funkcjonariuszy pozostała bez zmian.
1 lipca 1938 roku weszła w życie nowa organizacja służby poborowej, zgodnie z którą dotychczasowa PKU Wołkowysk została przemianowana na Komendę Rejonu Uzupełnień Wołkowysk przy czym nazwa ta zaczęła obowiązywać 1 września 1938 roku, z chwilą wejścia w życie ustawy z dnia 9 kwietnia 1938 roku o powszechnym obowiązku wojskowym.
Komendant rejonu uzupełnień w sprawach dotyczących uzupełnień Sił Zbrojnych i administracji rezerw podlegał bezpośrednio dowódcy Okręgu Korpusu Nr III. Rejon uzupełnień nie uległ zmianie i nadal obejmował powiat wołkowyski.
KRU Wołkowysk była jednostką mobilizującą. Komendant Rejonu Uzupełnień, zgodnie z planem mobilizacyjnym „W”, był odpowiedzialny za przygotowanie i przeprowadzenie mobilizacji czterech jednostek:
- Komendy Placu typ I Wołkowysk,
- kompanii wartowniczej nr 4/32,
- Polowej Składnicy Map nr 3,
- Stacji Zbornej Wołkowysk[8].

Ostatnia z wymienionych jednostek była mobilizowana w I rzucie mobilizacji powszechnej, natomiast pozostałe w alarmie, w grupie jednostek oznaczonych kolorem czerwonym. Pod względem mobilizacji materiałowej KRU Wołkowysk była przydzielona do 3 Pułku Strzelców Konnych. Po ogłoszeniu mobilizacji KRU Wołkowysk funkcjonowała w oparciu o etat pokojowy, a pod względem ewidencji i uzupełnień była przydzielona do Ośrodka Zapasowego 29 DP.

## Obsada personalna
Komendanci
- ppłk piech. Andrzej Bakun (IX 1927[10] – IV 1928 → dyspozycja dowódcy OK III[11])
- płk art. Czesław Mączyński (IV 1928[12] – II 1929 → dyspozycja dowódcy OK III[13])
- mjr art. Aleksander Kawecki (III 1929[14] – 28 II 1930 → stan spoczynku[15])
- mjr piech. Władysław Jaskólski (IX 1930[16] – IV 1932 → stan spoczynku z dniem 30 VI 1932)
- ppłk piech. Antoni Mieczysław Matarewicz (1 V 1932[17] – XI 1935 → komendant PKU Brześć)
- ppłk piech. Władysław Liro (XI 1935 – 1938 → szef Wydziału Studiów w Dowództwie Broni Pancernych MSWojsk.)
- mjr piech. Zygmunt Kubisz (1939)

Obsada pozostałych stanowisk funkcyjnych PKU w latach 1927–1938
- kierownik I referatu administracji rezerw i zastępca komendanta
  - kpt. piech. Józef Cholewa (od IX 1927)
  - mjr piech. Władysław Jaskólski (III 1929 – IX 1930 → komendant PKU)
  - kpt. piech. Mieczysław Odon Dmowski (IX 1930 – VI 1938 → kierownik I referatu KRU)
- kierownik II referatu poborowego
  - por. tab. Antoni Maciejowski (od IX 1927)
  - kpt. piech. Mieczysław Odon Dmowski (III 1930[21] – IX 1930[16] → kierownik I referatu)
  - kpt. piech. Kazimierz Władysław Świdziński[a] (od IX 1930[27])
- referent – por. piech. Leopold Gadkowski (IX 1927 – IX 1930[28] → kierownik II referatu PKU Żywiec)

Obsada personalna KRU w marcu 1939
- komendant – mjr piech. Zygmunt Kubisz
- kierownik I referatu ewidencji – kpt. adm. (piech.) Mieczysław Odon Dmowski[c]
- kierownik II referatu uzupełnień – rtm. adm. (kaw.) Sergiusz Dekoński[d]